# 1711
1711. је била проста година.

## Догађаји

### Фебруар
- 24. фебруар — Лондонска премијера Риналда Георга Фридриха Хендла, прве италијанске опере писане за лондонску сцену.[1]

### Април
- 29. април — Склопљен је Мир у Сатмару.

### Јул
- 21. јул — Споразум у Пруту.

### Датум непознат
- Википедија:Непознат датум — Џон Шор изумео звучну виљушку.

- Википедија:Непознат датум — Патријарх српски Атанасије I је изабран за архиепископа пећког и патријарха српског.

## Рођења

### Април
- 26. април — Жана Мари Лепренс де Бомон, француска књижевница.

### Мај
- 7. мај — Дејвид Хјум, шкотски филозоф, економиста и историчар. (†1776)
- 18. мај — Руђер Бошковић, математичар и астроном из Дубровника. (†1787)

### Септембар
- 31. октобар — Лаура Баси, италијанска физичарка. (†1778)

### Новембар
- 19. новембар — Михаил Ломоносов, руски писац и ерудита. (†1765)

## Смрти

### Јануар
- 6. јануар — Филипс ван Алмонде, холандски адмирал. (*1644)

### Март
- 13. март — Никола Боало, француски књижевник и академик. (*1636)

### Април
- 17. април — Јозеф I Хабзбуршки, свети римски цар, мађарски краљ. (*1678)

### Децембар
- 19. децембар — Ђорђе Бранковић, српски племић и историчар. (*1645)